# Лом Черковна
Лом Черкóвна е село в Северна България. То се намира в община Бяла, област Русе.

## География
Село Лом Черковна е заобиколено от гори, в близост има 3 язовира, а центърът на селото е пресечен от малка рекичка.

## История
Селото се нарича Лом Черковна защото в миналото е имало 7 черкви на река Лом. По времето на социализма това село се казва Бойка заради партизанката Кина Василева - Бойка, която е омъжена в това село за партизанския ръководител Васил Петков Василев.

## Забележителности
На територията на селото се намират 2 паметника – в парка в центъра на селото е на партизанката Кина Василева-Бойка, а на хълма е увековечен подвигът на руските освободители.

## Редовни събития
Много тържествено се отбелязва националният празник 3 март – с програма, шествие и поднасяне на венци на паметника.
Празникът на село Лом Черковна е през ноември на Св. Архангел Михаил – светията, чието име носи местната църква.
През август се прави курбан за здраве и берекет, на който агнешкото е задължително.

## Личности
Кина Василева-Бойка – партизанка в Горнооряховския партизански отряд.